# Ponirak
Ponirak es un pueblo ubicado en el territorio de Zenica, en el cantón de Zenica-Doboj, Bosnia y Herzegovina.

## Superficie
Posee una superficie de 5,30 kilómetros cuadrados.

## Demografía
Hasta 2013 la población era de 374 habitantes, con una densidad de población de 70,6 habitantes por kilómetro cuadrado.